# Botryosporium longibrachiatum
Botryosporium longibrachiatum är en svampart som först beskrevs av Cornelius Anton Jan Abraham Oudemans, och fick sitt nu gällande namn av René Charles Maire 1903. Botryosporium longibrachiatum ingår i släktet Botryosporium, divisionen sporsäcksvampar och riket svampar.   Inga underarter finns listade i Catalogue of Life.